# Vegetació potencial
Tot ecosistema vegetal presenta una dinàmica vegetal. Una dialèctica entre la degradació i la regeneració, fatalment dirigida sempre vers la consecució de la vegetació més competitiva i, per tant, més estable de totes. Una vegetació final que s'anomena vegetació potencial. Es considera la vegetació primitiva d'un indret, si el clima i el sòl no han canviat massa.
La vegetació actual d'un indret humanitzat sol ser un complex mosaic entre comunitats transitòries i de restes de vegetació primitiva (fragments de comunitats climàciques i permanents), mosaic que tendeix vers una vegetació uniforme i estabilitzada final semblant a l'antiga vegetació primitiva.